# Вільгельм де Боже
Вільгельм (Гійом) де Боже (фр. Guillaume de Beaujeu; д/н — 25 травня 1291) — 21-й великий магістр ордену тамплієрів в 1273—1291 роках. Не слід плутати з Гійомом де Боже, сеньйором Севан.

## Життєпис
Походив з роду Боже. Був триюрідним братом за жіночою лінією (через Ізабелу де Ено) короля Франції Людовика IX. Син Гішара V де Боже, сеньйора Монпельє, та Катерини Овернської. Про дату народження нічого невідомо. Замолоду, десь до 1250 року, став членом ордену тамплієрів.
Початок кар'єри достеменно невідомий. Вважається, що він брав участь у Сьомому хрестовому поході. 1260 року був учасником походу до Тіверіади, де потрапив у полон. Протягом 1260-х років був учасником протистояння між венеційцями і генуезцями в портах Єрусалимського королівства.
На 1271 рік обіймав посаду командора в Триполі. 1272 року було призначено магістром Сицилії і Апулії. 1273 року після смерті великого магістра Тома Беро обирається новим очільником ордену. У 1274 році відвідав Англію, щоб стягнути з короля Едуарда I позику надану попередніми великими магістрами. Був учасником Другого Ліонського собору.
Прибув до Палестини лише у 1275 році. Його головною метою стала організація оборони проти Мамлюкського султанату. Слідом за цим доклав чималих зусиль для збільшення залог в прибережних містах і замках, збору коштів. Висунув Марію Антиохійську як претендента на трон Єрусалиму. У цьому протистоянні Гуго III, король Кіпру, зазнав невдачі й зрештою повернувся до Кіпру.
У 1277 році прибуло військо на чолі з графом Рожером Сан-Северіно, який мав намір захопити Єрусалимське королівство для Карла I Анжу, короля Сицилії. В цьому великий магістр тамплієрів активно допомагав. Завдяки цьому на деякий час загроза з боку мусульман зникла. 
1278 року великий магістр підтримав Гі II Ембіако, сеньйора Гібелета, проти Боемунда IV, графа Триполі. З останнім тамплієри мали давній конфлікт через підтримку того «вірменської партії» своєї матері. В той час тамплієри були прихильниками «римської партії» на чолі із Паоло Сен'ї, єпископа Триполі. Граф Триполі атакував тамплієрів, зруйнувавши їх замок в Триполі. У відповідь тамплієри і Гі II Ембіако атакували володіння Боемунда IV в Триполі. Граф зазнав поразки на суходолі, але здобув успіх на морі. Після цього за посередництва госпітальєрів було укладено перемир'я, що тривало до 1282 року.
У 1282 році почалася війна Арагону проти Карла I Анжуйського, внаслідок чого Сан-Саверіно залишив Палестину. Після цього допоміг Гуго III зайняти рештки Єрусалимського королівства. 
1286 року тамплієри сприяли королю Генріху II зайняти Акру. 1287 року Вільгельм де Боже допомагав останньому у війні проти мамлюкського султана Калауна. У 1288 році останній зайняв Триполі, незважаючи на допомогу тамплієрів. 
1291 році де Боже очолив оборону Акри. Під час боїв у місті, куди увірвалися мамлюки, великий магістр зазнав смертельного поранення, від якого невдовзі помер. Новим очільником тамплієрів став Тібо Годен.